# Sebastianus
Sebastianus – uzurpator tytułu cesarskiego w latach 412–413.
Arystokrata pochodzący z Galii. Mianowany współcesarzem przez swego brata Jowinusa wkrótce po uzurpacji przez niego tronu cesarstwa zachodniorzymskiego w 411.